# Lime Grove Studios
Lime Grove Studios era um complexo de estúdios de cinema e foi depois de televisão, em Shepherd's Bush, Londres, Inglaterra.
O complexo foi construído pela Gaumont Film Company em 1915. Estava situado em Lime Grove, uma rua residencial em Shepherd's Bush, e, quando foi inaugurado, foi descrito por Gaumont como "o melhor estúdio da Grã-Bretanha e o primeiro edifício já construído. neste país apenas para a produção de filmes ". Muitos filmes da Gainsborough Pictures foram feitos aqui desde o início dos anos 30. Seu estúdio irmão era o Islington Studios, também usado por Gainsborough. Os filmes eram frequentemente rodados em parte em Islington e em parte em Lime Grove.
Em 1949, o complexo foi comprado pela BBC , que o utilizou para transmissões de televisão até 1991. Foi demolido em 1993.

## Gaumont Picture Corporation
Em 1922, Isidore Ostrer, juntamente com os irmãos Mark e Maurice, adquiriu o controle de Gaumont-British de seu pai francês. Em 1932, uma grande reforma dos Lime Grove Studios foi concluída, criando um dos complexos de estúdio mais bem equipados da época. O primeiro filme produzido no estúdio reformado foi o thriller de Walter Forde Rome Express (1932), que se tornou um dos primeiros filmes sonoros britânicos a obter sucesso crítico e financeiro nos Estados Unidos.
Os estúdios prosperaram sob a direção de Gaumont-British, e em 1941 foram comprados pela Rank Organization. Naquele momento, Rank tinha um interesse substancial em Gainsborough Pictures e The Wicked Lady (1945), entre outros melodramas de Gainsborough, foi baleado em Lime Grove.

## Estúdios da BBC
Em 1949, a BBC comprou o Lime Grove Studios como uma "medida temporária", porque eles deveriam construir o Television Centre na cidade vizinha de White City, e começou a convertê-los do cinema para o uso da televisão, reabrindo-os em 21 de maio de 1950.
Lime Grove seria usado para muitos programas de televisão da BBC nos próximos quarenta e dois anos, incluindo: Steptoe and Son, Doctor Who, Nationwide, Top of the Pops e The Grove Family, que tirou o título da família dos estúdios, onde foi feita. O uso de Lime Grove para programas fora dos assuntos atuais decresceu ao longo do tempo, e episódios posteriores da série contínua foram feitos no Television Centre e no BBC Elstree. De fato, nos últimos anos do Lime Grove Studios, seu nome oficial era Lime Grove Current Affairs Production Center.
Em 1991, a BBC decidiu consolidar sua produção televisiva em Londres no vizinho Television Centre e fechar seus outros estúdios, incluindo Lime Grove. Em 26 de agosto de 1991, um mês após o fechamento dos estúdios, a BBC transmitiu um dia especial de programação chamado The Lime Grove Story, apresentando exemplos dos muitos programas e filmes que foram feitos em Lime Grove em seus 76 anos como local de produção de cinema e televisão. BBC Television Theatre por perto, perto de Shepherd's Bush Green, voltou a ser o Shepherd's Bush Empire.
No final, o prédio estava em péssimo estado de conservação que os demais funcionários da BBC o apelidaram de "Slime Grove". O edifício foi colocado no mercado e, eventualmente, comprado por uma empresa de desenvolvimento, a Notting Hill Housing Association, que demoliu os estúdios em 1993 e reconstruiu o local em um conjunto habitacional. As ruas da propriedade foram nomeadas Gaumont Terrace e Gainsborough Court, em memória dos antigos proprietários dos Lime Grove Studios.

## O Estúdio
Lime Grove Studios foi o cenário do programa fictício de assuntos atuais The Hour no drama da BBC de mesmo nome. Os estúdios também estão representados no drama de 2013  An Adventure in Space and Time, retratando os primeiros anos de Doctor Who, filmado nos Wimbledon Studios.